# سیارک ۲۵۵۰
سیارک ۲۵۵۰ (به انگلیسی: 2550 Houssay، نامگذاری:1976UP20) دو هزار و پانصد و پنجاهمین سیارک کشف شده‌است که در ۲۱ اکتبر ۱۹۷۶ کشف شد.
قدر مطلق سیارک برابر ۱۱٫۲۰ است.